# Tomaž Šalamun

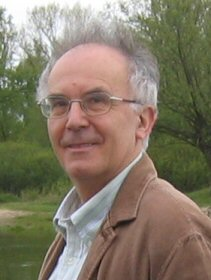
Tomaž Šalamun

Tomaž Šalamun (Zagabria, 4 luglio 1941 – Lubiana, 27 dicembre 2014) è stato un poeta sloveno, uno dei più importanti poeti sloveni contemporanei e uno dei maggiori esponenti della poesia modernista europea della seconda metà del Novecento.

## Biografia
È nato a Zagabria, capitale della Croazia, da genitori sloveni che erano emigrati negli anni trenta dalla Venezia Giulia italiana per sfuggire alla persecuzione fascista. Dopo la fine della seconda guerra mondiale, la famiglia di Šalamun si trasferì in Slovenia, dapprima a Lubiana e in seguito a Capodistria, dove Tomaž trascorse la maggior parte dell'infanzia. Frequentò i licei di Capodistria, Lubiana e Mostar, per iscriversi, nel 1960, alla Facoltà di Lettere dell'Università di Lubiana. Si dedicò allo studio della storia dell'arte, ma un incontro con il poeta Dane Zajc lo spinse nella via della creazione poetica.
Negli anni sessanta partecipò a vari movimenti studenteschi; nel 1964 fu imprigionato a causa di un articolo nella rivista Perspektive, in cui criticava la politica culturale del regime comunista jugoslavo. Fu rilasciato dopo una settimana grazie alla protesta di alcuni importanti intellettuali sloveni dell'epoca, vicini al regime. Nello stesso tempo conobbe il poeta e dissidente politico Edvard Kocbek che lo influenzò nella ricerca di un'espressione poetica autonoma.
Nel 1966 pubblicò il suo primo volume di poesie, intitolato Poker, nel quale ruppe con la tradizione poetica slovena (il primo poema del volume inizia con il verso che sarebbe diventato famoso: "Utrudil sem se podobe svojega plemena in se izselil" - "Mi sono stancato dell'immagine della mia tribù e sono andato in esilio.") Il volume riscosse un immediato successo tra le giovani generazioni non solo in Slovenia, ma anche in altre parti dell'allora Federazione Jugoslava. Dall'altra parte, Šalamun fu duramente criticato ed accusato di "nichilismo", "decadentismo" e "individualismo distruttivo".
All'inizio degli anni settanta cominciò a collaborare con il gruppo artistico avanguardista sloveno OHO (del quale faceva parte anche il noto filosofo Slavoj Žižek). In questo contesto, visitò gli Stati Uniti su invito del Museum of Modern Art di New York. L'esperienza americana produsse un forte impatto in Šalamun, come anche i due anni di vita in Messico (tra il 1979 e il 1981), dove conobbe la letteratura latinoamericana contemporanea.
Dalla fine degli anni settanta partecipò più volte al prestigioso Iowa Writers' Workshop.
Tra il 1996 e il 1997 fu addetto culturale presso il consolato della Repubblica Slovena a New York. In seguito si stabilì a Lubiana, dove vive con la moglie Metka Krašovec.

## Opera poetica
Lo stile poetico di Šalamun è stato denominato dai critici "resimo" (dalla parola latina res, cioè "cosa"); similarmente come nella poesia di Rimbaud e T.S. Eliot, il poeta sembra volersi distanziare per lasciare parlare le cose stesse.
Nel primo periodo, Šalamun fu influenzato, oltre che dalla poesia modernista slovena (Edvard Kocbek, Dane Zajc e Srečko Kosovel), dal simbolismo francese e il surrealismo serbo (Vasko Popa). All'inizio degli anni settanta, si avvicinò all'espressione poetica della Beat Generation americana e la scuola poetica di New York (John Ashbery, Frank O'Hara). La lettura di Borges e l'esperienza messicana avvicinarono Šalamun alla tradizione latinoamericana e spagnola; importantissima fu la scoperta dell'opera del poeta peruviano César Vallejo e, successivamente, del misticismo barocco, rappresentato da San Giovanni della Croce.
Gli anni ottanta rappresentarono un'ulteriore svolta, segnata dall'avvicinamento alla decostruzione. Già dalla metà degli anni ottanta, però, l'influenza della poetica mistica e barocca ritorna, fortemente modificata dall'interpretazione lacaniana, nella poesia di Šalamun. In questi anni, il poeta comincia ad interessarsi nella cabala, il misticismo ebraico di Gershom Scholem e il poeta persiano Rumi.
Grazie alla ricchezza poetica della sua opera, Šalamun è diventato uno dei maggiori esponenti della letteratura contemporanea slovena; importante è anche la sua influenza sulle giovani generazioni di poeti, sia sloveni ma anche americani e centroeuropei (soprattutto polacchi e ungheresi).

## Opere tradotte in italiano
- Who is who?, trad. Jolka Milič, Milano: En Plein, 1998.
- Fuoco verde, fiore verde, trad. Jolka Milič, Capodistria: Lipa, 2000.
- Acquedotto: poesie scelte, trad. Giuliano Donati, Novara: Interlinea Edizioni, 2001.
- Il ragazzo e il cervo, trad. Daria Betocchi, Baronissi / Salerno: Multimedia Edizioni, 2002.
- Quattro domande alla malinconia, trad. Edoardo Albinati, Daria Betocchi, Jolka Milič, Paolo Ruffilli, Padova: Edizioni del Leone, 2005.
- La ballata di Metka Krasovec, trad. Jolka Milič, Multimedia Edizioni, Baronissi / Salerno, 2010.